# Trollhasselväxter
Trollhasselväxter (Hamamelidaceae) är en familj av trikolpater med 27 släkten och mellan 80 och 90 arter. Samtliga är buskar eller små träd. De hör hemma i tempererade och tropiska områden. Blommorna har fyra eller fem kronblad och foderblad.
I äldre klassificeringssystem, såsom Cronquistsystemet, var trollhasselväxterna placerade i en egen ordning, Hamamelidales, men nyare system placerar dem i Saxifragales.
Arterna hittas i Nordamerika, Mexiko, östra Asien, Afrika, Australien och på öar i Stilla havet. Några familjemedlemmar odlas som prydnadsväxter. Typisk är på norra halvklotet exemplar som blommar under vintern. Bladen har små tänder vid kanten. Av några arter används bladen, barken och kvistar i den traditionella medicinen.

## Släkten
- Chunia
- Dicoryphe
- Disanthus en art, östra Asien
- Distiliopsis
- Distylium omkring 10 arter, östra Asien
- Embolanthera
- Eustigma
- Exbucklandia en art, sydöstra Asien
- Fortunearia en art, östra Kina
- Häxalsläktet (Fothergilla) tre arter, sydöstra USA
- Loropetalum två arter, östra Asien
- Maingaya
- Matudaea
- Molinadendron
- Mytilaria
- Neostrearia
- Noahdendron
- Ostrearia
- Papegojbuske (Parrotia) en art, Alborz i sydvästra Asien
- Parrotiopsis
- Rhodoleia, det förekommer att detta släkte ingår i en egen familj, Rhodoleiaceae, men inte enligt APG II
- Sinowilsonia
- Skenhasslar (Corylopsis) omkring 30 arter, östra Asien
- Sycopsis
- Tetrathyrium
- Trichocladus
- Trollhasselsläktet (Hamamelis) fyra arter, östra Asien, östra Nordamerika

Tidigare ingick släktena Altingia, Liquidambar och Semiliquidambar i trollhasselväxterna, men de har flyttats till familjen Altingiaceae.